# Bernhard Dworak
Bernhard Dworak (* 11. Mai 1948 in Wien) ist ein österreichischer Politiker (ÖVP). Er war von 18. November 2005 bis November 2015 Abgeordneter zum Wiener Landtag und Gemeinderat.

## Ausbildung und Beruf
Bernhard Dworak besuchte nach der Volksschule eine AHS-Unterstufe und wechselte danach an die HTL Mödling mit der Fachrichtung Maschinenbau und Kfz-Technik. Nach der Matura 1968 besuchte er 1969 das Abiturientenjahr College der Handelsakademie I des Fonds der Wiener Kaufmannschaft. Er studierte Betriebswirtschaft an der Wirtschaftsuniversität Wien und erlangte mit dem Abschluss seines Studiums 1978 den Magister der Sozial- und Wirtschaftswissenschaft.
Bernhard Dworak war Vertriebsmitarbeiter im Kfz-Teile Fachhandel und 1983 bis 1988 Geschäftsführer der Ing. Kurz Dworzak KG. 1984 erwarb Dworak mit seiner Familie die Ing. A Kutzendörfer GesmbH & Co KG und arbeitete dort bis 1991 als Geschäftsführer, ab 1988 als Alleingeschäftsführer. 1991 wurde der Betrieb in die Kutzendörfer & Dworak GmbH umgewandelt, deren Alleineigentümer Dworak ist. Die Gesellschaft betreibt technischen Handel und Großhandel mit Kfz-Teilen.

## Politik und Funktionen
Dworak kam während der Ausbildung in Kontakt mit der Jungen ÖVP Hietzing und hielt Seminare im Rahmen der Jungen Wirtschaft in Hernstein. 1972 bis 1977 war er im Leitungsausschuss der Jungen ÖVP in der Wirtschaftskammer tätig. In der Folge engagierte sich Bernhard Dworak lange Zeit in der Bezirkspolitik. Er war zwischen 1978 und 2005 Bezirksrat in Hietzing, 1990 bis 1991 Klubobmann und 1998 bis 2005 Vorsitzender der Hietzinger Bezirksvertretung. Er war unter anderem Vorsitzender des Hietzinger Bauausschusses und der Planungskommission. Zudem ist Dworak seit 2003 Bezirksparteiobmann der ÖVP Hietzing. 2005 wechselte Dworka in den Wiener Landtag und Gemeinderat, wo er in der 18. Gesetzgebungsperiode Mitglied in den Ausschüssen „Wohnen, Wohnbau und Stadterneuerung“ sowie „Kultur und Wissenschaft“.
Als Unternehmer engagierte sich Dworak auch stark in der Wirtschaftskammer und im Wirtschaftsbund. Er ist seit 1972 Mitglied des Wirtschaftsbundes und war lange Zeit Wirtschaftsbund-Stellvertreter in Hietzing. Seit 1997 ist er Obmann des Hietzinger Wirtschaftsbundes. Er war ab 1980 in der Wirtschaftskammer im Bereich Kfz-Teile-Großhandel für die Wünsche der Unternehmer tätig und ist seit 1995 Obmann des Gremiums. Des Weiteren war Dworak fünf Jahre lang ehrenamtlicher Richter am Arbeits- und Sozialgericht Wien und ist derzeit ehrenamtlicher Richter am Oberlandesgericht Wien. Durch diese Funktion trägt er den Berufstitel Kommerzialrat verbunden. Zudem ist Dworak in der Berufsausbildung im Großhandel tätig und im Fonds der Wiener Kaufmannschaft engagiert.